# Santa Priscila (título cardenalicio)
El título cardenalicio de Santa Prisca (en latín S. Priscae) fue instituido el año 112 por el Papa Evaristo en honor de Santa Priscila, que tradicionalmente se considera la primera mujer martirizada en occidente, fue asesinada durante la persecución de Claudio y enterrada en la catacumba de Priscila. Desde siglo VIII comenzó a identificarse con Santa Aquila, de modo que el título original fue cambiado a Aquililae et Priscae. También hay una Iglesia de Santa Prisca (Roma) en un lugar donde, según la tradición, San Pedro bautizó a algunos catecúmenos de la capital.

## Titulares
- Domenico (494-?)
- Mauro (590-prima del )
- Adeodato (604?-?)
- Giovanni (731 o 735-prima del 745)
- Domenico (745-prima del 761)
- Ermogene (761-?)
- Giovanni (853-?)
- Gregorio (1088-1094)
- Geoffroy, O.S.B. (1094-1099)
- Gerardo (1099-ca. 1100)
- Romano (ca. 1110-ca. 1115)
- Gerardo (o Guirardo) (ca. 1115-ca. 1120)
- Gregorio (1120-1121)
- Pietro (1121-1122)
- Errico (1126 o 1129-1130)
- Gregorio (1130?-ca. 1138)
- Raniero (1138-1146)
- Astaldo degli Astalli (1151-1161)
- Uberto (1159?-antes de 1180)
- Giovanni Colonna, senior (1193-1205)
- Pierre Arnaud, O.S.B. (1305-1306)
- Arnaud Nouvel (o Novelli), O.Cist. (1310-1317)
- Simon d'Archiac (1320-1323)
- Jacques Fournier, O.Cist. (1327-1334), elegido papa como Benedicto XII
- Gozzio (o Gotius) Battaglia (1338-1348)
- Bertrand Lagier, O.M. (1371-1375)
- Agapito Colonna (1378-1380)
- Giacomo d'Itri (o de Viso) (1378-1387), pseudocardenal del Antipapa Clemente VII
- Pietro Pileo di Prata (1387-1391), pseudocardenal del antipapa Clemente VII
- Zbigniew Olesnicki (o Sbigneus, o Sbigniew Olesnick) (1440-1455)
- Juan de Mella (1456-1465)
- Vacante (1465-1496)
- Juan de Castro (1496-1506)
- Niccolò Fieschi (1506-1511); in commendam (1511-1524)
- Vacante (1518-1525)
- Andrea della Valle (1525-1533)
- Vacante (1533-1537)
- Giovanni Vincenzo Carafa (1537)
- Rodolfo Pio (1537-1543)
- Bartolomeo Guidiccioni (1543-1549)
- Federico Cesi (1550-1557)
- Giovanni Angelo de' Medici (1557-1559)
- Jean Bertrand (1560)
- Jean Suau (1560-1566)
- Bernardo Salviati (1566-1568)
- Antoine Perrenot de Granvelle (1568-1570)
- Stanislaw Hosius (o Hoe, o Hosz) (1570)
- Girolamo da Correggio (1570)
- Giovanni Francesco Gambara (1570-1572)
- Alfonso Gesualdo di Conza (o Gonza) (1572-1578)
- Flavio Orsini (1578-1581)
- Pedro de Deza (1584-1587)
- Girolamo Simoncelli (o Simonelli) (1588-1598)
- Benedetto Giustiniani (1599-1611)
- Bonifazio Bevilacqua (1611-1613)
- Carlo Conti di Poli (1613-1615)
- Tiberio Muti (1616-1636)
- Vacante (1636-1647)
- Francesco Adriano Ceva (1643-1655)
- Giulio Gabrielli (1656-1667)
- Carlo Pio di Savoia (1667-1675)
- Alessandro Crescenzi (1675-1688)
- Marcello Durazzo (1689-1701)
- Giuseppe Archinto (1701-1712)
- Franceso Maria Casini, O.F.M.Cap. (1712-1719)
- Giovanni Battista Salerno, S.J. (1720-1726)
- Luis Belluga y Moncada (1726-1737)
- Pietro Luigi Caraffa (1737-1740)
- Silvio Valenti Gonzaga (1740-1747)
- Mario Millini (o Mellini) (1747-1748)
- Vacante (1748-1760)
- Lodovico Merlino (1760-1762)
- Vacante (1762-1801)
- Francesco Mantica (1801-1802)
- Vacante (1802-1832)
- Francesco Maria Pandolfi Alberici (1832-1835)
- Giuseppe Alberghini (1835-1847)
- Vacante (1847-1862)
- Miguel García Cuesta (1862-1873)
- Tommaso Maria Martinelli, O.S.A. (1875-1884)
- Michelangelo Celesia, O.S.B.Cas. (1884-1887)
- Vacante (1887-1891)
- Luigi Spiacci, O.S.A. (1891-1893)
- Domenico Ferrata (1896-1914)
- Vittorio Amedeo Ranuzzi de' Bianchi (1916-1927)
- Charles-Henri-Joseph Binet (1927-1936)
- Adeodato Giovanni Piazza, O.C.D. (1937-1949)
- Angelo Giuseppe Roncalli (1953-1958) (posterior Papa Juan XXIII)
- Giovanni Urbani (1958-1962)
- José da Costa Nunes (1962-1976)
- Giovanni Benelli (1977-1982)
- Alfonso López Trujillo (1983-2001)
- Justin Francis Rigali (2003- )